# 김성현 (배우)
김성현(1997년 5월 13일 ~ )는 대한민국의 배우이다.
데뷔 초에는 예명인 유정우로 활동하다가 2020년 본명인 김성현으로 활동명을 변경하였다.

## 출연작

### 드라마
- <언어의 온도 : 우리의 열아홉> (2020년, 웹드라마) - 김도윤 역
- <라이크> (2019년, 웹드라마) - 서윤우 역
- 《시크릿 부티크》 (2019년, SBS) - 20세 정혁 역
- 《봄이 오나 봄》 (2019년, MBC) - 제임수 역
- 《계룡선녀전》 (2018년, tvN) - 엄경술 역
- 《자취, 방》 (2018년, 웹드라마) - 수빈 역
- 《방과 후 연애》 (2017년, 웹드라마) - 방명록 역